# Neomaruina usambarica
Neomaruina usambarica är en tvåvingeart som beskrevs av Wagner och Andersen 2007. Neomaruina usambarica ingår i släktet Neomaruina och familjen fjärilsmyggor.
Artens utbredningsområde är Tanzania. Inga underarter finns listade i Catalogue of Life.